# Le Russey
Le Russey és un municipi francès situat al departament del Doubs i a la regió de Borgonya - Franc Comtat. L'any 2007 tenia 1.981 habitants.

## Demografia

### Població
El 2007 la població de fet de Le Russey era de 1.981 persones. Hi havia 795 famílies de les quals 240 eren unipersonals (120 homes vivint sols i 120 dones vivint soles), 208 parelles sense fills, 301 parelles amb fills i 46 famílies monoparentals amb fills.
La població ha evolucionat segons el següent gràfic:
Habitants censats

### Habitatges
El 2007 hi havia 891 habitatges, 804 eren l'habitatge principal de la família, 11 eren segones residències i 76 estaven desocupats. 593 eren cases i 296 eren apartaments. Dels 804 habitatges principals, 560 estaven ocupats pels seus propietaris, 228 estaven llogats i ocupats pels llogaters i 16 estaven cedits a títol gratuït; 6 tenien una cambra, 37 en tenien dues, 117 en tenien tres, 175 en tenien quatre i 471 en tenien cinc o més. 655 habitatges disposaven pel capbaix d'una plaça de pàrquing. A 376 habitatges hi havia un automòbil i a 361 n'hi havia dos o més.

### Piràmide de població
La piràmide de població per edats i sexe el 2009 era:
| Homes | Edats   | Dones |
| ----- | ------- | ----- |
| 4     | 95 o +  | 0     |
| 4     | 90 a 94 | 12    |
| 8     | 85 a 89 | 16    |
| 4     | 80 a 84 | 20    |
| 44    | 75 a 79 | 52    |
| 40    | 70 a 74 | 32    |
| 32    | 65 a 69 | 48    |
| 8     | 60 a 64 | 44    |
| 44    | 55 a 59 | 40    |
| 44    | 50 a 54 | 40    |
| 84    | 45 a 49 | 56    |
| 84    | 40 a 44 | 68    |
| 80    | 35 a 39 | 60    |
| 80    | 30 a 34 | 64    |
| 64    | 25 a 29 | 80    |
| 40    | 20 a 24 | 44    |
| 88    | 15 a 19 | 76    |
| 104   | 10 a 14 | 68    |
| 48    | 5 a 9   | 76    |
| 40    | 0 a 4   | 52    |

## Economia
El 2007 la població en edat de treballar era de 1.282 persones, 1.029 eren actives i 253 eren inactives. De les 1.029 persones actives 946 estaven ocupades (530 homes i 416 dones) i 83 estaven aturades (33 homes i 50 dones). De les 253 persones inactives 93 estaven jubilades, 92 estaven estudiant i 68 estaven classificades com a «altres inactius».

### Ingressos
El 2009 a Le Russey hi havia 842 unitats fiscals que integraven 2.135 persones, la mediana anual d'ingressos fiscals per persona era de 21.085 €.

### Activitats econòmiques
Dels 100 establiments que hi havia el 2007, 2 eren d'empreses extractives, 4 d'empreses alimentàries, 1 d'una empresa de fabricació de material elèctric, 1 d'una empresa de fabricació d'elements pel transport, 14 d'empreses de fabricació d'altres productes industrials, 10 d'empreses de construcció, 21 d'empreses de comerç i reparació d'automòbils, 7 d'empreses de transport, 7 d'empreses d'hostatgeria i restauració, 4 d'empreses financeres, 3 d'empreses immobiliàries, 8 d'empreses de serveis, 13 d'entitats de l'administració pública i 5 d'empreses classificades com a «altres activitats de serveis».
Dels 25 establiments de servei als particulars que hi havia el 2009, 1 era una oficina d'administració d'Hisenda pública, 1 gendarmeria, 1 oficina de correu, 2 oficines bancàries, 5 tallers de reparació d'automòbils i de material agrícola, 1 paleta, 2 guixaires pintors, 4 fusteries, 1 electricista, 3 perruqueries, 3 restaurants i 1 agència immobiliària.
Dels 13 establiments comercials que hi havia el 2009, 1 era un hipermercat, 2 fleques, 1 una fleca, 1 una peixateria, 3 botigues de mobles, 1 una botiga de mobles, 2 perfumeries i 2 floristeries.
L'any 2000 a Le Russey hi havia 36 explotacions agrícoles que ocupaven un total de 1.378 hectàrees.

## Equipaments sanitaris i escolars
El 2009 hi havia 1 farmàcia i 1 ambulància.
El 2009 hi havia 2 escoles elementals. Le Russey disposava de 2 col·legis d'educació secundària amb 374 alumnes.

## Poblacions més properes
El següent diagrama mostra les poblacions més properes.